# Angraecum germinyanum
Angraecum germinyanum es una orquídea epifita originaria de  Madagascar.

## Distribución y hábitat
Se encuentra en Madagascar.

## Descripción
Es una orquídea de  tamaño pequeño y mediano que prefiere el clima fresco al frío, es una especie epifita monopodial con un tallo verde y alargada que lleva hojas dísticas, lineal-oblongas, satinadas y brillantes con el ápice desigualmente bilobulado. Florece en una inflorescencia de 1,9 cm de largo, que tiene una sola flor  solitaria, aromática, de larga duración, cerácea que alcanza un tamaño de 8.75 cm de largo. La floración se produce en la primavera y el verano.

## Cultivo
Crecen en condiciones intermedias de sombra y fresco. Necesitan un medio de corteza de abeto o de musgo arborescente completo y proporcionarle agua regularmente. La planta se encuentra en mejores condiciones si se encuentra colgada.

## Taxonomía
Angraecum germinyanum fue descrita por Joseph Dalton Hooker y publicado en Botanical Magazine 115: t. 7061. 1889.
Etimología
Angraecum: nombre genérico que se refiere en Malayo a su apariencia similar a las Vanda.
germinyanum: epíteto otorgado en honor de Germiny (conde francés y entusiasta de las orquídeas de los años 1800).
Sinonimia
- Angraecum bathiei Schltr. 1925
- Angraecum ramosum subsp. bidentatum H.Perrier 1941
- Angraecum ramosum var. bathiei (Schltr.) H. Perrier 1941
- Angraecum ramosum var. peracuminatum H. Perrier 1941
- Mystacidium germinyanum (Hook.f.) Rolfe 1904[1][4][5]